# Ariane (Q122)
Pour les articles homonymes, voir Ariane.
L'Ariane (Q122) était un sous-marin de la Marine nationale française de l'entre-deux-guerres, de la classe Ondine mis en service en 1929.
Pendant la Seconde Guerre mondiale , il a opéré du côté des Alliés jusqu'en 1940, date à laquelle elle a intégré les forces navales de la France de Vichy. Il fut sabordé en novembre 1942.

## Historique
Commandé dans le cadre du programme naval de 1922, L'Ariane eut sa quille posée avec son sister ship Ondine aux Chantiers et Ateliers Augustin Normand, Le Havre, France, le 8 février 1923 avec le numéro de coque Q122. Il fut lancé le 6 août 1925. Après aménagement, il commença ses essais le 15 décembre 1926 et sa réception officielle le 27 juillet 1927. Son équipement final et son armement pour le service ont eu lieu à Cherbourg, France, du 1er juin au 3 juillet 1929, et il fut commissioneé avec son navire jumeau Eurydice le 1er septembre 1929.
En 1939, avant le déclenchement de la Seconde Guerre mondiale, l'Ariane était basée à Cherbourg. Lorsque la Seconde Guerre mondiale éclata le 1er septembre 1939 avec l'invasion de la Pologne, Ariane faisait partie de la 14e division sous-marine — une partie du 2e escadron sous-marin du 6e escadron — avec ses sœurs les navires Danaé et Eurydice et le sous-marin Diane, basés à Oran en Algérie. La France est entrée en guerre aux côtés des Alliés le 3 septembre 1939, puis l'Ariane a participé à la surveillance des Îles Canaries, où les alliés pensaient que des cargos allemands s'étaient réfugiés au début de la guerre et servaient de navires de ravitaillement pour les U-boot allemands.
Les forces terrestres allemandes avancèrent en France le 10 mai 1940, déclenchant la Bataille de France, et l'Italie déclara la guerre à la France le 10 juin 1940 et a rejoint l'invasion. La bataille de France se termina par la défaite de la France et par un armistice avec l'Allemagne et l'Italie le 22 juin 1940. Lorsque l'armistice entra en vigueur le 25 juin 1940, l'Ariane était toujours basée à Oran.
Après la capitulation de la France, Ariane a servi dans les forces navales de Vichy. Le 3 juillet 1940, les Britanniques lancent l'opération Catapult, qui vise à saisir ou neutraliser les navires de la marine française pour empêcher leur utilisation par les Allemands, et Ariane est au port de la base navale française de Mers El Kébir à Oran le jour où une escadre navale britannique est arrivée de la base et a exigé que la marine française remette les navires basés là-bas à la garde britannique, ou les neutralise. Les Français mettent leurs sous-marins en alerte à Oran, et à 15h00 l' "Ariane" et le "Danaé" étaient prêts à prendre la mer. Ils ont levé l'ancre dans l'avant-port à 15h30 avec le Diane et l'Eurydice, et à 17h54 les quatre sous-marins reçoivent l'ordre de prendre la mer.
Lorsque les navires de guerre britanniques ouvrirent le feu sur les navires français dans le port à 17h57, démarrant leur Attaque de Mers el-Kébir, Ariane était à 4 NM à l'ouest de Diane, qui à son tour était à 3.5 NM à l'ouest de la pointe de l'Aiguille (35° 52′ 31″ N, 0° 29′ 04″ O) dans la Province d'Oran. Aucun des quatre sous-marins n'a pu se rapprocher des navires britanniques pendant la bataille. Cette nuit-là, les sous-marins patrouillaient en surface au large d'Oran selon une ligne de patrouille nord-sud. Ils restèrent en patrouille au large d'Oran jusqu'au 4 juillet 1940 à 20 heures avant de revenir à Oran.
Alors que l'Opération Catapult se poursuivait, les forces britanniques attaquèrent l'escadron français à Dakar au Sénégal le 8 juillet 1940. Ayant appris l'attaque, les autorités navales françaises à Oran ordonnèrent à  Ariane ,  Diane  et  Eurydice  de former une ligne de patrouille au large de Cap Falcon, Algérie.
En octobre 1940, « Ariane » est placée sous bonne garde à Oran sans arme ni carburant conformément aux termes de l'armistice du 22 juin 1940.
L'Ariane était encore dans cet état lorsque les forces alliées envahirent l'Afrique du Nord française lors de l'opération Torch le 8 novembre 1942. Il fut sabordé à Oran le 9 novembre 1942 pour empêcher sa capture par les forces alliées.